# Culture maorie

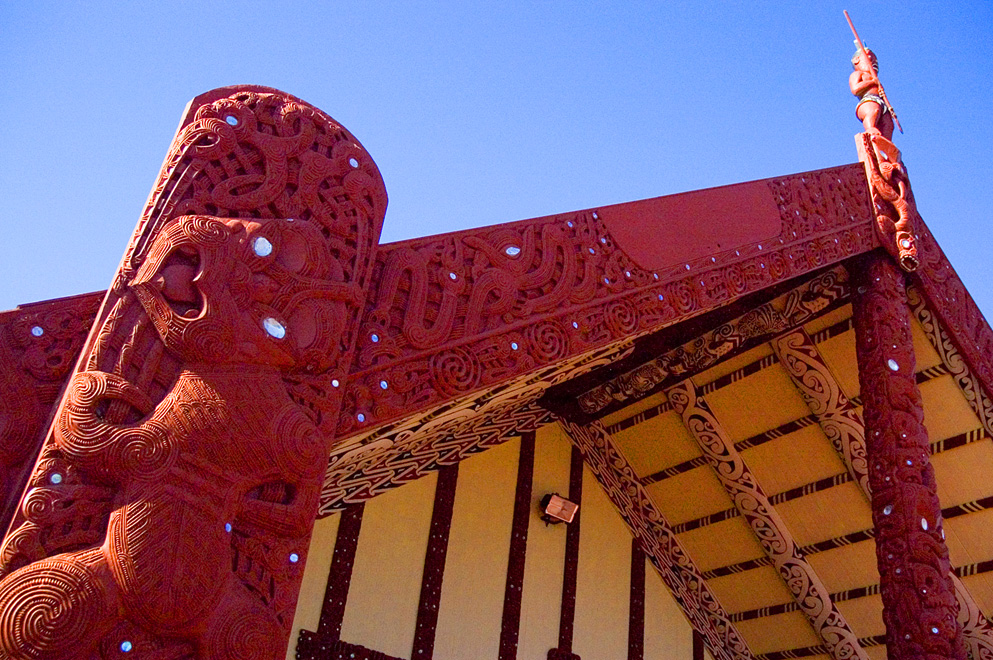
Une Whare (maison de rencontre) au niveau du village de Ōhinemutu près de la cité de Rotorua, avec un tekoteko (maori) sur son sommet

La culture maorie (en maori : Māoritanga) est l'ensemble des coutumes, pratiques et croyances des Maoris. Elle est une partie importante de la culture de la Nouvelle-Zélande.
La culture maorie est une culture de la Polynésie orientale. À cause d'une grande diaspora et de l'incorporation des motifs maoris dans la culture populaire, elle se trouve tout autour du monde,. Māoritanga est traduit aussi par « un moyen maori de vivre ».
L'histoire et la préhistoire des maoris sont catégorisées en quatre époques qui se chevauchent:
- l'époque Archaïque, avant que la culture maorie ne se différencie des autres cultures polynésiennes
- l'époque Classique, avant la colonisation européenne
- le XIXe siècle, pendant laquelle les maoris interagissaient de plus en plus avec les colons britanniques
- l'époque moderne, depuis le début du XXe siècle

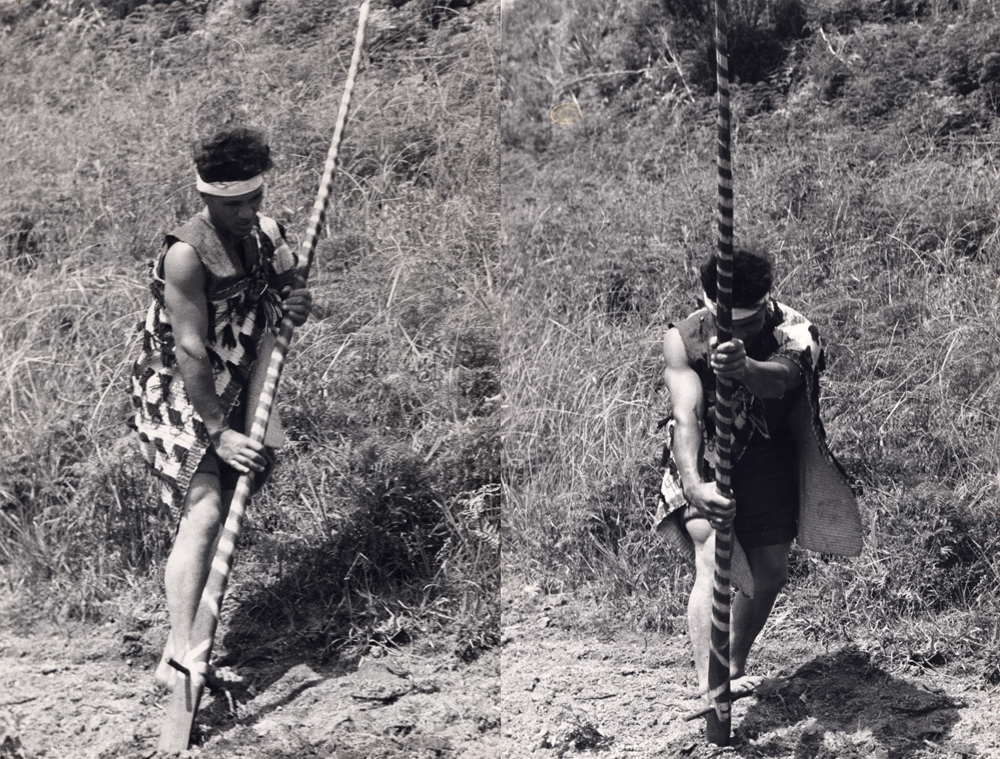
Maoris de la tribu Ngāpuhi (Nord de la Nouvelle-Zélande) utilisant le kō (outil pour creuser ou labourer). 1939. Werner Kissling (ethnographe et photographe).

La māoritanga est façonnée dans l'époque moderne par une urbanisation croissante, par des contacts plus fréquents avec les Néo-zélandais d'origine britannique (les « Pākehā ») et par une certaine renaissance de leurs pratiques traditionnelles.
Les arts maoris traditionnels constituent un élément majeur de l'art néo-zélandais. Ils comprennent la whakairo (sculpture), le raranga (tissage), le kapa haka (danse en rang), le whaikōrero (oratoire) et le tā moko (tatouage). Ces arts enregistrent les croyances et les whakapapa (généalogies) des maoris. Les pratiquants suivent souvent les techniques de leurs ancêtres, mais au XXIe siècle, la māoritanga comprend également les arts contemporains du cinéma, de la télévision, de la poésie et du théâtre.
La langue maorie s'appelle te Reo Māori, en abrégé te Reo (« la langue » en sens linguistique, ou « la voix »). Au début du XXe siècle, il semblait que te Reo Māori—ainsi que d'autres aspects de la culture maorie—était sur le point de disparaître. Dans les années 1980, cependant, des écoles financées par le gouvernement (Kura Kaupapa Māori) commençaient à enseigner en te Reo, pour éduquer les enfants d'origine européenne ainsi que ceux d'ascendance maorie.